# Dietrich von Müller
Dietrich von Müller (Malchow, 16 de Dezembro de 1891 -) foi um General alemão durante a Segunda Guerra Mundial, estando este no comando de diversas unidades Panzer.

## História
Era um oficial cadete em 1910 e um tenente num batalhão de rifles em 1913. Ele deixou o Exército em 1920, retornando ao serviço ativo em 1934 na recém-formada Wehrmacht com a patente de Hauptmann.
Em Setembro de 1939, comandou um batalhão de infantaria com a patente de Major. Foi promovido para Oberstleutnant em 1 de Abril de 1941, e Oberst um ano mais tarde. Durante este período, comandou o Inf.Rgt. 5 (20 de Agosto de 1940) e após o Pz.Gren.Rgt. 5 (5 de Setembro de 1941).
Promovido para General em 9 de Novembro de 1944, e Generalleutnant em 20 de Abril de 1945, foi colocado e após assumiu o comando da 16ª Divisão Panzer (Agosto de 1944).
Foi feito prisioneiro pelas guerrilheiros checos em 19 de Abril de 1945 e libertado em 9 de Outubro de 1955.

## Condecorações
Foi condecorado com a Cruz de Cavaleiro da Cruz de Ferro (3 de Maio de 1942), com Folhas de Carvalho (16 de Agosto de 1943, n° 272) e Espadas (20 de Fevereiro de 1945, n° 134) e a Cruz Germânica em Ouro (21 de Fevereiro de 1942).